# 美崙
美崙，或做米崙，是台灣花蓮市內的一個地區，位置在花蓮港岸、美崙溪北岸、華西路及七星潭以南。

## 歷史
米崙在日治時期曾設為一個大字行政區，1939年時有人口2,049人，其中內地籍（日本本土籍）者佔869人。
戰後，地名的漢字寫法一般改成美崙，今日花蓮市內有許多設施皆以「美崙」命名。

## 概況
此區以政府機關、文教區、工業區（美崙工業區）為主，政府機關有花蓮縣政府、花蓮縣議會、花蓮地方法院、花蓮地檢署、臺灣高等法院花蓮分院、臺灣高等檢察署花蓮檢察分署、經濟部礦務局東區辦事處、花蓮榮譽國民之家。大學則有國立東華大學美崙校區（原國立花蓮教育大學）、國立空中大學花蓮中心。
港口有花蓮港、花蓮漁港。工業有台灣水泥花蓮廠、中鋼花蓮石料場、台肥花蓮廠、亞洲水泥花蓮營業所及儲運站。物流業者有新竹物流花蓮營業所、嘉里大榮物流花蓮營業所。其餘單位則有工業技術研究院產業服務中心花蓮辦公室、門諾醫院設立於此。

## 交通
- 花蓮港
- 花蓮臨港線
  - 花蓮港車站
  - 美崙車站（已廢站）
  - 新村車站（已廢站）
  - 民立車站（已廢站）
- 花蓮縣市區公車
- 台九線蘇花公路
- 縣道193號

## 觀光
- 美崙山公園[4]
- 美崙溪畔公園[5]
- 美崙海濱公園
- 花蓮忠烈祠
- 松園別館
- 將軍府
- 台肥海洋深層水園區
- 花蓮港濱自行車道
- 大陳故事館
- 郭子究紀念館
- 菁華橋
- 台酒花蓮酒廠
- 花蓮漁港賞鯨
- 美崙夜市
- 白燈塔公園
- 球崙運動公園
- 奇萊鼻燈塔
- 四八高地
- 曼波海洋生態休閒園區

## 教育

### 大學
- 國立東華大學美崙校區（原國立花蓮教育大學）
- 國立空中大學花蓮中心

### 高級中等學校
- 國立花蓮高級中學
- 國立花蓮高級工業職業學校

### 國民中學
- 花蓮縣立美崙國民中學

### 國民小學
- 國立東華大學附設實驗國民小學（原花師附小）
- 花蓮縣花蓮市復興國民小學
- 花蓮縣花蓮市鑄強國民小學
- 花蓮縣花蓮市明恥國民小學
- 私立海星國民小學（原若瑟國小）